# تکان مغزی
تکان مغزی که به عنوان آسیب مغزی تروماتیک خفیف نیز شناخته می‌شود، آسیبی به سر است که به‌طور موقت بر عملکرد مغز تأثیر می‌گذارد. علائم آن ممکن است شامل سردرد، سرگیجه، مشکل در تفکر و تمرکز، اختلالات خواب، از دست دادن حافظه در کوتاه‌مدت، کاهش هوشیاری کوتاه مدت، مشکلات تعادل، حالت تهوع، تاری دید و تغییرات خلقی باشد. اگر فردی به‌طور غیرمستقیم یا مستقیم به سر خود ضربه وارد کند و هر یک از علائم تکان مغزی را تجربه کند، باید به تکان مغزی مشکوک شد. علائم تکان مغزی ممکن است ۱ تا ۲ روز پس از حادثه به تأخیر بیفتد. طول کشیدن علائم در بزرگسالان به مدت ۲ هفته و در کودکان به مدت ۴ هفته غیرمعمول نیست. کمتر از 10٪ از تکان‌های مغزی مرتبط با ورزش در بین کودکان با از دست دادن هوشیاری همراه است.
در سراسر جهان تخمین زده می‌شود که تکان مغزی سالانه بیش از ۳٫۵ نفر از هر ۱۰۰۰ نفر را تحت تأثیر قرار می‌دهد. تکان‌های مغزی به عنوان آسیب‌های خفیف مغزی طبقه‌بندی می‌شوند و شایع‌ترین نوع آن‌ها هستند. مردان و بزرگسالان جوان بیشتر تحت تأثیر قرار می‌گیرند. پیش‌آگهی آن‌ها به‌طور کلی خوب است. تکان‌های مغزی مکرر همچنین ممکن است خطر ابتلا به انسفالوپاتی تروماتیک مزمن، بیماری پارکینسون و افسردگی را در مراحل بعدی زندگی افزایش دهد.